# Chvalaea sopianae
Chvalaea sopianae är en tvåvingeart som beskrevs av Papp och Foldvari 2001. Chvalaea sopianae ingår i släktet Chvalaea och familjen puckeldansflugor.
Artens utbredningsområde är Ungern. Inga underarter finns listade i Catalogue of Life.